# Eurocontainer

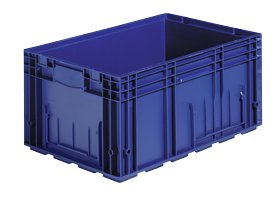
Eurocontainer R-KLT Euro 600×400mm

Eurocontainer este denumirea acordată containerelor pentru colectarea deșeurilor menajere sau industriale care îndeplinesc standardele europene EN 840-2 și EN 840-3.